# 引間雅史
引間 雅史（ひきま まさふみ、1955年9月10日- ）は、日本の実業家。東京都出身。日興アセットマネジメント顧問・元代表取締役社長。

## 人物・経歴
東京都出身。1979年、上智大学外国語学部英語学科卒業。三菱銀行（現・三菱UFJ銀行）を経て、1985年に日興国際投資顧問（現・日興アセットマネジメント）に入社。同社国際企画部長、開発運用部長、取締役等を経て、2002年に同社代表取締役社長に就任。2004年に同社顧問に就任。2005年にアライアンス・キャピタル・アセット・マネジメント（現・アライアンス・バーンスタイン）代表取締役社長に就任。2009年より上智大学特任教授および学校法人上智学院財務局顧問を務めている。2013年1月学校法人上智学院財務担当理事補佐。2016年東京海上アセットマネジメント取締役。2017年2月学校法人上智学院経営企画担当理事。2019年より産業革新投資機構取締役兼産業革新投資委員会委員。